# 圣米格尔-达拜沙格兰迪
圣米格尔-达拜沙格兰迪（葡萄牙語：São Miguel da Baixa Grande）是巴西皮奥伊州的一个市镇。总面积384平方公里，总人口2069人，人口密度5.4人/平方公里。